# 今宮健太
今宮 健太（いまみや けんた、1991年7月15日 - ）は、大分県別府市出身のプロ野球選手（内野手）。右投右打。福岡ソフトバンクホークス所属。

## 経歴

### プロ入り前
明豊中学校時代には第23回全日本少年軟式野球大会にエースとして出場。2007年に入学した明豊高等学校では、1学年下に同じ少年野球チームでプレーしていた山野恭介がいた。
1年次から遊撃手としてレギュラーとなる一方で投手も兼任。1年秋には県大会優勝、及び九州大会優勝。1番打者兼エースとして公式戦打率.540、九州大会決勝では沖縄尚学高校に1失点完投勝利など投打の活躍でチーム初の選抜出場に貢献。2年春の選抜に「1番・投手」（背番号1）で甲子園初出場し1回戦の常葉菊川戦に先発するも敗退。2年秋は県大会優勝、九州大会4強で2年連続の選抜出場を決めた。3年春からは控え投手となり、選抜には「3番・三塁手」兼投手（背番号5）として出場し1回戦を勝利するも、2回戦で菊池雄星を擁する花巻東（岩手）に敗れた。
夏の県大会では遊撃手（三塁手）兼投手として出場。3打席連続で本塁打を打つなどして春夏連続での甲子園出場を決める。夏の甲子園では「3番・遊撃手」（三塁手）兼投手（背番号6）として出場。準々決勝まで勝ち進み、春に敗北した花巻東と再び対戦。4回に連打を打たれ降板し三塁へ回ったが、同点とされた直後の9回一死三塁で再び登板し、2者連続三振でピンチを脱すも10回には勝ち越し打を打たれて敗戦。
2009年10月29日、プロ野球ドラフト会議で、福岡ソフトバンクホークスから1位指名を受け、11月8日に仮契約した。背番号は城島健司が退団して以来空き番だった2。

### ソフトバンク時代
2011年（2年目）は川﨑宗則を上回る守備力と評され、球団では内之倉隆志以来21年ぶりとなる10代での開幕一軍を果たし、開幕戦では守備から途中出場しこれがプロ初出場となった。シーズンの半分以上を一軍に帯同したが出場機会には恵まれず、18試合の出場、1打席に留まった。11月25日のアジアシリーズ統一セブンイレブン・ライオンズ戦で「8番・一塁手」で初先発出場を果たし、その翌日の26日のアジアシリーズ三星ライオンズ戦では3安打、1打点、1盗塁で猛打賞を受賞。オフにはオーストラリアン・ベースボールリーグに参加し、11試合の出場で打率.238、5盗塁を記録した。
2012年、4月28日の対千葉ロッテマリーンズ戦では、首痛のため3回途中で退いた本多雄一に代わり出場すると、翌29日の同カードでは「8番・遊撃手」でプロ初先発出場、さらに翌30日の同カードでは藤岡貴裕から通算11打席目でプロ初安打・初打点となる適時打を打った。8月4日の対埼玉西武ライオンズ戦では松永浩典からプロ初本塁打を打ち、5日の試合でも武隈祥太から本塁打を打ち、2試合連続本塁打を記録。シーズン途中で本多と松田宣浩が故障で長期離脱した際に、ライバルである明石健志が二塁や三塁の守備に入ったため、今宮は84試合に遊撃手として先発出場。また、明石が遊撃手として先発出場した試合でも38試合で終盤の遊撃守備固めとして出場。
2013年、正遊撃手として142試合に先発出場し、7月14日のオリックス・バファローズ戦ではサヨナラ安打を打った。9月25日のオリックス戦で9回一死一塁の場面で投犠打を決めたことがシーズン59個目の犠打となり、2007年に田中賢介が記録したパ・リーグ記録のシーズン58犠打を6年ぶりに更新。最終的には62まで記録を伸ばした。下位を任されていた7月までは打率.235だったが、8月に入り2番打者に定着し、8月は月間打率.362を記録するなど打撃面でも成長を見せた。シーズン後には自身初のゴールデングラブ賞を受賞。オフの11月には台湾で行われた「2013 BASEBALL CHALLENGE 日本 VS チャイニーズ・タイペイ」の日本代表に選出。
2014年、4月3日の北海道日本ハムファイターズ戦では武田久からサヨナラ安打を打ち、6月12日のセ・パ交流戦、中日ドラゴンズ戦では岩瀬仁紀からサヨナラ2点適時二塁打を打った。シーズン成績は前年同様62犠打を記録し、「プロ野球史上初となる2年連続60犠打」を達成した。一方で打撃面は打率.240（規定打席到達者ではリーグワースト3位）、出塁率.295（同ワースト3位）に終わった。ポストシーズンはクライマックスシリーズでは打率.136、日本シリーズでは打率.188と振るわなかった。オフの10月9日に、日米野球2014の日本代表に選出されたことが発表された。この大会では、5試合で計4打数無安打に終わったが、親善試合では3安打を打った。また、自身初となるベストナイン、2年連続でゴールデングラブ賞を受賞。
2015年、2月16日に「GLOBAL BASEBALL MATCH 2015 侍ジャパン 対 欧州代表」の日本代表に選出されたことが発表された。3月11日の第2戦に「8番・遊撃手」で先発出場。7月16日に、第1回WBSCプレミア12の日本代表第1次候補選手に選出されたことが発表された。9月10日に、第1回WBSCプレミア12の日本代表候補選手に選出されたことが発表された。シーズン成績は.228、7本塁打、45打点を記録。打率はリーグワースト2位を記録したが、犠打数はリーグ最多の35犠打を記録した。11月2日に柳田悠岐の代わりにプレミア12の日本代表に選出された。
2016年、2月15日に「侍ジャパン強化試合 日本 vs チャイニーズタイペイ」の日本代表26名に選出されたことが発表された。3月6日の第2戦に「7番・遊撃手」で先発出場し、2打数2安打だった。6月2日に福岡ヤフオク!ドームで行われたセ・パ交流戦・対中日戦において、史上最年少となる200犠打を達成。シーズン成績は、打率.245、10本塁打、56打点を記録。自身初の2桁本塁打を放ったが、9月に右肘痛を発症したこともあり、137試合の出場に留まった。10月28日、福岡県内の病院で右肘の関節内遊離体を摘出する手術を受けたと発表された。11月29日には、4年連続4度目となるゴールデングラブ賞を受賞。12月12日、契約更改交渉を行い、5500万円増の1億4500万円（金額は推定）で契約を更改した。
2017年、1月26日に前述の手術の経過から、3月に行われる2017 ワールド・ベースボール・クラシックの出場要請を辞退したと報じられる。春季キャンプ、オープン戦を経て、回復の兆しをみせ、開幕一軍登録に名を連ねた。3月31日に福岡ヤフオク!ドームで行われた開幕戦に「1番・遊撃手」で先発出場する。4月26日の対日本ハム戦でシーズン初本塁打となるソロ本塁打を記録。5月10日の対オリックス戦では、延長10回裏、一死二塁・三塁の場面で、中前サヨナラ安打で試合を決めた。6月26日、マイナビオールスターゲーム2017にファン投票で選出され、2014年から連続で4度目の出場を果たす。7月7日まで、79試合にフルイニング出場をしていたが、翌8日の対日本ハム戦において、疲労性腰痛のため初めてスタメンを外れた。以降7試合はベンチからのスタートだったが、7月21日の対ロッテ戦でスタメンに復帰。22日の対ロッテ戦では、6号先制ソロ本塁打を含む猛打賞の活躍で賞金100万円を獲得（賞金についての詳細は人物の欄を参照）。141試合に出場し、打率.264、14本塁打、64打点、15盗塁、守備率.988と多くの部門で自己最高を記録。3年ぶりとなる50以上の犠打も記録し、チームの2年ぶりのリーグ優勝に貢献した。
東北楽天ゴールデンイーグルスとのクライマックスシリーズでは、10月18日の第1戦にソロ本塁打を放つなど活躍し、日本シリーズに進出する。横浜DeNAベイスターズとの日本シリーズでは、10月29日の第2戦、1点ビハインドの7回裏、二死満塁の場面で、中村晃の安打で二塁走者の今宮は本塁突入、リプレー検証となる際どいタイミングであったが、好走塁で決勝点をもぎ取る。11月1日の第4戦では、横浜スタジアムの三塁側エキサイティング・シートに飛び込むダイビングキャッチのビックプレーをみせ、11月2日の第5戦では、自身日本シリーズ初の猛打賞に加え2盗塁と活躍し、2年ぶりのチームの日本一奪還に貢献した。
11月9日、5年連続5度目のゴールデングラブ賞を受賞したほか、2014年以来3年ぶりにベストナインにも選出された。12月20日、7500万円増の年俸2億2000万円（金額は推定）で契約を更改した。
2018年、シーズン序盤は肘痛の影響もあり打撃不振が続き、6月5日の対東京ヤクルトスワローズ戦（明治神宮野球場）では2回二死一塁の打席で石川雅規から球団通算8500本塁打となる2点本塁打を放つも交流戦期間中に出場選手登録を抹消された。復帰後は夏場に調子を上げ、8月24日の西武戦（福岡ヤフオク!ドーム）で菊池雄星から先頭打者本塁打を放った。8月26日の対西武戦（福岡 ヤフオク!ドーム）で2回二死満塁の打席で郭俊麟から自身初の満塁本塁打を放った。3年連続で2桁本塁打を達成し、打率も離脱前より約5分も上げるほど打撃好調だったが、9月17日の西武戦で守備の際に左太腿裏を痛め（筋損傷と診断される）、翌日シーズン2度目の登録抹消となり、そのままレギュラーシーズンを終えた。故障のため2度出場登録を外れた影響でレギュラー定着後初めて規定打席に到達できず、またゴールデングラブ賞の連続受賞も5年で途切れた。オフに背番号6への変更、2を甲斐拓也につけて欲しいことを球団に要望した。
2019年、自主トレから取り組んでいた、早い段階から左足を上げてタイミングをとるという新しい打撃フォームが功を奏し、シーズン序盤は首位打者として打撃面でチームを牽引。4月19日の西武戦では自身プロ入り後初の3番打者を務め、3回表に多和田真三郎から適時打を打った。しかし、前年痛めた左足太もも裏の痛みが再発してスタメンから外れる試合が多くなり、6月22日に登録抹消された。また、オールスターゲームにも、ファン投票、選手間投票で選出されていたが、怪我のため辞退した。7月23日のロッテ戦で、「2番・遊撃手」でスタメン復帰し、復帰後初打席で本塁打を打った。また、後続のデスパイネ、松田も続き、チームでは2016年6月3日の広島戦以来となる3者連続本塁打を記録した。8月8日のロッテ戦では、7回表に2点ビハインドの状況で代打として登場し、チェン・グァンユウから代打逆転3点本塁打を打った。これが自身プロ入り後初の代打での安打、本塁打、打点、得点であった。
また、西武とのクライマックスシリーズファイナルステージでは第4戦で1試合3本塁打（本田圭佑、松本航、増田達至から）を放つなど打率.526という活躍を見せ、シリーズMVPに選ばれた。
2020年、開幕序盤から背中の張りを抱え、定期的にスタメンから外れる試合が続いた。2019年から犠打の企図数が減っていた中、7月4日に札幌ドームで行われた日本ハム戦（札幌ドーム）で、史上最年少の28歳11か月で通算300犠打を達成。8月19日のロッテ戦（ZOZOマリンスタジアム）で、左脹脛に違和感を覚え途中交代、翌20日に出場選手登録を抹消された。その後、左脹脛のヒラメ筋部分の筋損傷と診断され、実戦復帰までに1か月半から2か月弱かかる見込みとの球団からの発表があり、そのまま復帰することなくシーズンを終えた。
2021年、開幕戦（3月26日、対ロッテ・福岡PayPayドーム）で二木康太からシーズン初打席の初球を打ち、先制の2点本塁打を、翌27日の対ロッテ戦で益田直也からサヨナラ二塁打を打った。4月8日の対日本ハム戦（札幌ドーム）の5回にパ・リーグ新記録の通算306犠打を決めた。6月8日の対広島戦（福岡PayPayドーム）では6回一死無走者の打席で大瀬良大地から史上3球団目となる球団通算9000本塁打を放った。10月5日の対楽天戦では早川隆久から左前安打を放ち、通算1000安打を達成。しかし、10月21日の日本ハム戦で守備中に負傷し、途中交代。左脛骨の骨挫傷と診断されたため登録を抹消され、そのままシーズンを終えた。同年は序盤から両ふくらはぎの状態が万全でない中で125試合に出場したが、規定打席にも4年連続で届かず、打率もレギュラー獲得後ではワーストの.214となった。
2022年、開幕前にはフレディ・ガルビスとの激しいポジション争いが予想されたが、しっかりと結果を残して定位置に返り咲いた。開幕から打撃好調を維持し、5月の月間打率は4割超（.419）、同月25日時点でリーグ2位の打率.345を記録。ところが新型コロナウイルスの濃厚接触者となり登録抹消。1週間で戦列復帰を果たしたが、その後は打撃の状態を落とした。しかし、夏場に復調して以降は再び打線の中心となった。最終的に自己最高記録でパ・リーグ4位となる打率.296、7本塁打、47打点を記録し、5年ぶり3度目のベストナインを受賞。特に満塁の場面で強く、満塁で10打数以上打席に立ったパ・リーグ全選手中、打率は最高の.545（11打数6安打）、打点も吉田正尚（オリックス）の12に次ぐ11を記録した。
2023年は開幕戦から先発出場も10打数（15打席）無安打で始まり、シーズン初安打は5戦目の4月5日の対オリックス2回戦（京セラドーム）で2回表、黒木優太から中安打。4月12日、対日本ハム2回戦（PayPayドーム）2回裏に犠打を決め、NPB史上4人目の通算350犠打、31歳9か月での達成は史上最年少となった。12日の日本ハム戦の3打席目、4打席目、14日の楽天戦（楽天）の1打席目（田中将大から）に3打席連続二塁打、6月15日の対ヤクルト戦（明治神宮野球場）では延長10回一死満塁の打席で清水昇から決勝2点適時打、8月31日の対オリックス戦（福岡PayPayドーム）では両者無得点で迎えた9回二死二塁の打席で平野佳寿からサヨナラ二塁打を放った。同年5月27日、7月10日、9月16日にいずれも体調不良のため、シーズンでは特例2023で3度の出場選手登録抹消を経験した。2年連続で規定打席に到達、成績は打率.255、9本塁打、48打点だった。
2024年は3月29日のオリックス（京セラドーム）との開幕戦で宮城大弥から3年ぶりの三塁打を放った。4月3日のロッテ戦（福岡PayPayドーム）でメルセデスから6年ぶりの先頭打者本塁打を放った。5月21日の楽天戦（福岡みずほPayPayドーム）で4回無死三塁でコディ・ポンセから右越えの適時三塁打を放つ、その後、打者一巡で一死満塁で再び打席が回ると、櫻井周斗から中越えで走者一掃の適時三塁打を再び記録し、1イニング2三塁打は1946年9月7日に中部日本（現在の中日）・杉浦清が記録して以来、史上3人目、1950年の2リーグ分立後は史上初となった。6月9日のDeNA戦（横浜スタジアム）で「2番・遊撃手」で先発出場、遊撃手として通算1495試合出場を果たし小池兼司の記録を抜き球団記録を更新した。交流戦では2度の決勝打を打った。6月25日の対オリックス戦（京セラドーム大阪）では、6回表の送りバントを投手の曽谷龍平が悪送球、カバーに入った森友哉の後逸も重なり、今宮自身はそのままホームイン。バントした打者がそのままホームインしたのは1982年9月15日の篠塚利夫以来42年ぶり（記録は犠打失策）。8月4日の日本ハム戦（福岡みずほPayPayドーム）に「2番・遊撃手」でフル出場し、遊撃手として1532試合出場に到達し松井稼頭央の記録を抜きパ・リーグ最多出場記録を樹立した。133試合に出場し、打率.262、6本塁打、39打点で4年ぶりのリーグ優勝に貢献した。北海道日本ハムファイターズとのクライマックスシリーズでは3試合「6番・遊撃手」で出場。第1戦の4回伊藤大海からソロ本塁打を放ち（3安打1打点）、第2戦はマルチ安打、第3戦は二つの犠打を決めて、チームの日本シリーズ進出に貢献し、「パーソル賞」を受賞した。DeNAとの日本シリーズでは24打数9安打2打点の成績を残し敢闘賞を受賞した。2年ぶり4度目のベストナインを受賞した。

## 選手としての特徴
高校時代は投手も務めており、1年生時は投球術を駆使した投球が特長だったが、1年後には常時140km/hと進化を遂げた。3年生時の夏の甲子園では準々決勝にて154km/hを計測した。遠投120メートルを誇る強肩。2019年の秋季キャンプにブルペンで投球した際の最速は142km/h。
内角球を肘を畳んで打つ技術とリストの強さを持ち合わせ、高校通算62本塁打を記録。プロ入り後は「金属（バット）だから打てたというのもあるし、自分に合っているのは本塁打じゃない」と語っていた。しかし2017年から3年連続で2桁本塁打を記録し、2019年のCSでは史上初の1試合3本塁打を記録しており、「しっかりと自分のスイングをした中で飛んでいくのを求めています」と語っている。また犠打のパ・リーグシーズン記録を保持しているが、バントのサインを出されるのは理想ではないと発言している。
身体能力抜群の遊撃手で、高い運動能力を生かした広い守備範囲も見所の一つ、球界屈指の強肩で三遊間の深い位置からでも一塁をアウトにするスローイングは定評がある。50ｍ走のタイムは6秒1の俊足。
三塁手・松田宣浩との同一チームの三遊間での5年連続のゴールデングラブ受賞は、2000年から2002年まで3年連続の遊撃手・宮本慎也、三塁手・岩村明憲（ヤクルトスワローズ）を凌ぎ、歴代最長記録を更新している。
通算200犠打、通算250犠打、通算300犠打、通算350犠打をそれぞれ史上最年少で達成している他、パ・リーグのシーズン最多犠打数を5度記録する送りバントの名手である。

## 人物
最も憧れる野球選手は松井稼頭央である。当時のソフトバンクの秋山幸二監督は今宮について「松井稼頭央のような選手になってくれたら」と語り、今宮も「松井稼頭央さんみたいな選手になって3割、30盗塁を決めたい」と語っている。
入団当時から二軍監督、内野守備走塁コーチを務めていた鳥越裕介には野球のプレーだけではなくいかに「普通の人」であるか社会人としてのモラルも教わり、「僕にとって高校の監督（大悟法久志監督）と鳥越さんが師匠です」とコメントしている。
祖父は大分市の不動尊霊山一心寺の初代住職であり、現在は実兄が3代目住職を務める同寺で2011年からオフに寒行を行うのが恒例になっており、過去にはチームメイトの柳田悠岐や牧原大成らが参加した。
2016年6月6日、同郷で同じ明豊高校出身の一般女性と結婚。2017年1月28日、第1子が誕生したと報じられた。
2017年7月22日に福岡ヤフオク!ドームで行われた対ロッテ戦において、8回裏に右翼フェンス直撃の三塁打を打つが、その際に福岡銀行の広告看板を直撃。この広告にダイレクトで打球を当てた場合、「ふくぎん賞」として100万円が福岡銀行から贈呈されることとなっており、8月23日に贈呈式が行われたが、11月26日、その贈呈された100万円を平成29年7月九州北部豪雨で被害に遭った被災地に全額寄付したと報じられた。

## 詳細情報

### 年度別打撃成績
| 年 度      | 球 団        | 試 合 | 打 席 | 打 数 | 得 点 | 安 打 | 二 塁 打 | 三 塁 打 | 本 塁 打 | 塁 打 | 打 点 | 盗 塁 | 盗 塁 死 | 犠 打 | 犠 飛 | 四 球 | 敬 遠 | 死 球 | 三 振 | 併 殺 打 | 打 率 | 出 塁 率 | 長 打 率 | O P S |
| ---------- | ------------ | ----- | ----- | ----- | ----- | ----- | -------- | -------- | -------- | ----- | ----- | ----- | -------- | ----- | ----- | ----- | ----- | ----- | ----- | -------- | ----- | -------- | -------- | ----- |
| 2011       | ソフトバンク | 18    | 1     | 1     | 3     | 0     | 0        | 0        | 0        | 0     | 0     | 2     | 0        | 0     | 0     | 0     | 0     | 0     | 1     | 0        | .000  | .000     | .000     | .000  |
| 2012       | ソフトバンク | 126   | 343   | 307   | 24    | 73    | 8        | 1        | 2        | 89    | 14    | 8     | 4        | 21    | 2     | 10    | 0     | 3     | 75    | 2        | .238  | .267     | .290     | .559  |
| 2013       | ソフトバンク | 143   | 600   | 491   | 57    | 124   | 23       | 4        | 5        | 170   | 43    | 10    | 3        | 62    | 3     | 35    | 1     | 9     | 94    | 7        | .253  | .312     | .346     | .658  |
| 2014       | ソフトバンク | 144   | 662   | 551   | 61    | 132   | 26       | 1        | 3        | 169   | 42    | 10    | 5        | 62    | 4     | 41    | 0     | 4     | 104   | 10       | .240  | .295     | .307     | .602  |
| 2015       | ソフトバンク | 142   | 530   | 457   | 52    | 104   | 18       | 3        | 7        | 149   | 45    | 3     | 3        | 35    | 4     | 34    | 0     | 0     | 83    | 13       | .228  | .279     | .326     | .605  |
| 2016       | ソフトバンク | 137   | 590   | 497   | 74    | 122   | 22       | 5        | 10       | 184   | 56    | 8     | 4        | 38    | 5     | 47    | 0     | 3     | 86    | 7        | .245  | .312     | .370     | .682  |
| 2017       | ソフトバンク | 141   | 623   | 526   | 78    | 139   | 27       | 7        | 14       | 222   | 64    | 15    | 4        | 52    | 3     | 38    | 0     | 4     | 93    | 12       | .264  | .317     | .422     | .739  |
| 2018       | ソフトバンク | 99    | 405   | 354   | 45    | 94    | 18       | 1        | 11       | 147   | 45    | 5     | 4        | 22    | 2     | 25    | 2     | 2     | 60    | 5        | .266  | .316     | .415     | .731  |
| 2019       | ソフトバンク | 106   | 426   | 383   | 44    | 98    | 15       | 0        | 14       | 155   | 41    | 4     | 5        | 7     | 1     | 32    | 2     | 3     | 67    | 3        | .256  | .317     | .405     | .722  |
| 2020       | ソフトバンク | 43    | 177   | 164   | 30    | 44    | 7        | 2        | 6        | 73    | 22    | 2     | 0        | 5     | 3     | 5     | 1     | 0     | 22    | 2        | .268  | .285     | .445     | .730  |
| 2021       | ソフトバンク | 125   | 413   | 365   | 27    | 78    | 15       | 2        | 4        | 109   | 30    | 4     | 1        | 23    | 2     | 22    | 0     | 1     | 70    | 5        | .214  | .259     | .299     | .538  |
| 2022       | ソフトバンク | 130   | 510   | 450   | 56    | 133   | 30       | 0        | 7        | 184   | 47    | 3     | 4        | 19    | 1     | 37    | 0     | 3     | 71    | 14       | .296  | .352     | .409     | .761  |
| 2023       | ソフトバンク | 126   | 484   | 427   | 38    | 109   | 22       | 0        | 9        | 158   | 48    | 4     | 0        | 24    | 4     | 27    | 1     | 2     | 58    | 14       | .255  | .300     | .370     | .670  |
| 2024       | ソフトバンク | 133   | 538   | 462   | 60    | 121   | 25       | 4        | 6        | 172   | 39    | 1     | 0        | 25    | 2     | 46    | 2     | 3     | 87    | 9        | .262  | .331     | .372     | .704  |
| 通算：14年 | 通算：14年   | 1613  | 6302  | 5435  | 649   | 1371  | 256      | 30       | 98       | 1981  | 536   | 79    | 37       | 395   | 36    | 399   | 9     | 37    | 971   | 103      | .252  | .306     | .364     | .670  |

- 2024年度シーズン終了時
- 各年度の太字はリーグ最高

### WBSCプレミア12での打撃成績
| 年 度 | 代 表 | 試 合 | 打 席 | 打 数 | 得 点 | 安 打 | 二 塁 打 | 三 塁 打 | 本 塁 打 | 塁 打 | 打 点 | 盗 塁 | 盗 塁 死 | 犠 打 | 犠 飛 | 四 球 | 敬 遠 | 死 球 | 三 振 | 併 殺 打 | 打 率 | 出 塁 率 | 長 打 率 |
| ----- | ----- | ----- | ----- | ----- | ----- | ----- | -------- | -------- | -------- | ----- | ----- | ----- | -------- | ----- | ----- | ----- | ----- | ----- | ----- | -------- | ----- | -------- | -------- |
| 2015  | 日本  | 2     | 2     | 2     | 1     | 1     | 0        | 0        | 0        | 1     | 0     | 0     | 0        | 0     | 0     | 0     | 0     | 0     | 0     | 0        | .500  | .500     | .500     |

### 年度別守備成績
| 年 度 | 球 団        | 一塁  | 一塁  | 一塁  | 一塁  | 一塁  | 一塁     | 遊撃  | 遊撃  | 遊撃  | 遊撃  | 遊撃  | 遊撃     | 遊撃 |
| 年 度 | 球 団        | 試 合 | 刺 殺 | 補 殺 | 失 策 | 併 殺 | 守 備 率 | 試 合 | 刺 殺 | 補 殺 | 失 策 | 併 殺 | 守 備 率 |      |
| ----- | ------------ | ----- | ----- | ----- | ----- | ----- | -------- | ----- | ----- | ----- | ----- | ----- | -------- | ---- |
| 2011  | ソフトバンク | 11    | 25    | 0     | 0     | 1     | 1.000    | -     | -     | -     | -     | -     | -        |      |
| 2012  | ソフトバンク | -     | -     | -     | -     | -     | -        | 122   | 143   | 257   | 12    | 35    | .971     |      |
| 2013  | ソフトバンク | -     | -     | -     | -     | -     | -        | 143   | 263   | 440   | 13    | 89    | .982     |      |
| 2014  | ソフトバンク | -     | -     | -     | -     | -     | -        | 144   | 248   | 433   | 15    | 79    | .978     |      |
| 2015  | ソフトバンク | -     | -     | -     | -     | -     | -        | 141   | 218   | 382   | 11    | 55    | .982     |      |
| 2016  | ソフトバンク | -     | -     | -     | -     | -     | -        | 136   | 216   | 368   | 11    | 61    | .982     |      |
| 2017  | ソフトバンク | -     | -     | -     | -     | -     | -        | 140   | 183   | 377   | 7     | 54    | .988     |      |
| 2018  | ソフトバンク | -     | -     | -     | -     | -     | -        | 98    | 152   | 226   | 11    | 45    | .972     |      |
| 2019  | ソフトバンク | -     | -     | -     | -     | -     | -        | 104   | 174   | 259   | 6     | 58    | .986     |      |
| 2020  | ソフトバンク | -     | -     | -     | -     | -     | -        | 37    | 60    | 113   | 1     | 26    | .994     |      |
| 2021  | ソフトバンク | -     | -     | -     | -     | -     | -        | 123   | 166   | 269   | 5     | 58    | .989     |      |
| 2022  | ソフトバンク | -     | -     | -     | -     | -     | -        | 130   | 186   | 284   | 7     | 64    | .985     |      |
| 2023  | ソフトバンク | -     | -     | -     | -     | -     | -        | 125   | 186   | 297   | 10    | 50    | .980     |      |
| 2024  | ソフトバンク | -     | -     | -     | -     | -     | -        | 132   | 168   | 332   | 4     | 59    | .992     |      |
| 通算  | 通算         | 11    | 25    | 0     | 0     | 1     | 1.000    | 1575  | 2363  | 4037  | 113   | 733   | .983     |      |

- 2024年度シーズン終了時
- 各年度の太字はリーグ最高
- 太字年はゴールデングラブ賞受賞
- 通算記録の太字はリーグ最高

### 表彰
- ベストナイン：4回（遊撃手部門：2014年、2017年、2022年、2024年）※遊撃手部門で5年のブランク受賞は田中幸雄と並ぶ最長タイ
- ゴールデングラブ賞：5回（遊撃手部門：2013年 - 2017年）※2013年は遊撃手部門での平成生まれ初の受賞
- 月間サヨナラ賞：1回（2014年6月）
- クライマックスシリーズMVP：1回（2019年[53]）
- 日本シリーズ敢闘賞：1回（2024年）

### 記録
初記録
- 初出場：2011年4月12日、対オリックス・バファローズ1回戦（京セラドーム大阪）、12回裏に一塁手で出場
- 初打席：2011年6月6日、対広島東洋カープ4回戦（MAZDA Zoom-Zoom スタジアム広島）、8回表に青木高広の前に見逃し三振
- 初盗塁：2011年6月24日、対北海道日本ハムファイターズ6回戦（福岡Yahoo! JAPANドーム）、7回裏に二盗（投手：ダルビッシュ有、捕手：鶴岡慎也）
- 初先発出場：2012年4月29日、対千葉ロッテマリーンズ5回戦（QVCマリンフィールド）、「8番・遊撃手」で先発出場
- 初犠打：同上、5回表に唐川侑己から
- 初安打・初打点：2012年4月30日、対千葉ロッテマリーンズ6回戦（QVCマリンフィールド）、5回表に藤岡貴裕から左前適時打
- 初本塁打：2012年8月4日、対埼玉西武ライオンズ14回戦（福岡Yahoo! JAPANドーム）、7回裏に松永浩典から左越ソロ

節目の記録
- 200犠打：2016年6月2日、対中日ドラゴンズ3回戦（福岡ヤフオク!ドーム）、2回裏にラウル・バルデスから捕前犠打 ※史上38人目、24歳10か月での達成は史上最年少
- 250犠打：2017年7月5日、対オリックス・バファローズ13回戦（福岡ヤフオク!ドーム）、1回裏に金子千尋から投前犠打 ※史上19人目、25歳11か月での達成は史上最年少
- 1000試合出場：2019年6月4日、対中日ドラゴンズ1回戦（福岡ヤフオク!ドーム）、「2番・遊撃手」で先発出場 ※史上499人目
- 300犠打：2020年7月3日、対北海道日本ハムファイターズ4回戦（札幌ドーム）、6回表に有原航平から投前犠打 ※史上7人目、28歳11か月での達成は史上最年少
- 1000安打：2021年10月5日、対東北楽天ゴールデンイーグルス20回戦（福岡PayPayドーム）、4回裏に早川隆久から左前安打 ※史上311人目[102]
- 350犠打：2023年4月12日、対北海道日本ハムファイターズ2回戦（福岡PayPayドーム）、2回裏に伊藤大海から一犠打 ※史上4人目、31歳8か月での達成は史上最年少[95]
- 1500試合出場：2024年4月23日、対千葉ロッテマリーンズ4回戦（ZOZOマリンスタジアム）、「2番・遊撃手」で先発出場 ※史上206人目[103]

その他の記録
- シーズン62犠打：2013年、2014年 ※パ・リーグ記録
- 通算370犠打（2023年終了時）※パ・リーグ記録
- クライマックスシリーズ1試合3本塁打：2019年10月13日、対埼玉西武ライオンズクライマックスシリーズ第4戦（メットライフドーム）、3回表に本田圭佑から左越ソロ 6回表に松本航から左越2ラン 9回表に増田達至から左越2ラン ※CS史上最多
- ソフトバンク球団通算9000号本塁打：2021年6月8日、対広島東洋カープ1回戦（福岡PayPayドーム）、6回裏に大瀬良大地から左越ソロ ※史上3球団目
- 1イニング2三塁打：2024年5月21日、対東北楽天ゴールデンイーグルス8回戦（みずほPayPayドーム）、4回裏にコディ・ポンセから右越三塁打、櫻井周斗から中越三塁打 ※史上3人目、2リーグ制初[104]
- オールスターゲーム出場：5回（2014年、2015年、2016年、2017年、2022年）※2019年も選出されるも、怪我のため出場辞退[105]

### 背番号
- 2（2010年 - 2018年）
- 6（2019年 - ）

### 登場曲

#### 現在の登場曲
- 「北風と太陽」E-girls（2018年 - ）
- 「笑顔のグラデーション」chay（2019年 - ）
- 「EG-ENERGY」E-girls（2020年 - ）
- 「My Treasure」清水翔太（2021年 - ）
- 「ヒマワリ」E-girls（2013年 - 2019年、2021年 - ）
- 「僕たちの声」下松翔（2021年 - ）
- 「Halation」秦基博（2011年、2021年 - ）
- 「beautifulさ」BiSH（2022年）
- 「Mela!」緑黄色社会（2022年）

#### 過去の登場曲
- 「ありったけのLOVE SONG」ナオト・インティライミ（2012年）
- 「To All Tha Dreamers」SOUL'd OUT（2012年）
- 「Greatful days」浜崎あゆみ（2012年）
- 「AUDIENCE」浜崎あゆみ（2012年）
- 「MY ALL」浜崎あゆみ（2012年 - 2013年）
- 「Garden feat. DJ KAORI, Diggy-MO', クレンチ & ブリスタ」May J.（2013年）
- 「Follow Me」E-girls（2013年）
- 「CANDY SMILE」E-girls（2013年）
- 「ココ☆ナツ」ももいろクローバーZ（2013年）
- 「僕らのユリイカ」NMB48（2013年）
- 「Diamond Only」E-girls（2014年）
- 「DNA狂詩曲」ももいろクローバーZ（2014年）
- 「イケナイ太陽」ORANGE RANGE（2014年）
- 「E.G. Anthem -WE ARE VENUS-」E-girls（2014年）
- 「夜明けの流星群」SCANDAL（2014年）
- 「CRUSH」2NE1（2014年）
- 「Move It!」‐Dream ＆ E-girls TIME‐（2015年）
- 「希望の光」E-girls（2015年）
- 「Twinkle Days」chay（2015年）
- 「Beautiful」Superfly（2015年）
- 「BLOOD on FIRE」AAA（2015年）
- 「負けない心」AAA（2015年）
- 「wake up」AAA（2015年）
- 「NEXT STAGE」AAA（2016年）
- 「MUSIC!!!」AAA（2016年 - 2017年）
- 「NEW」AAA（2016年）
- 「Lil' Infinity」AAA（2016年）
- 「Yell」AAA（2016年 - 2017年）
- 「煌めく瞬間に捕われて」MANISH（2017年）
- 「人生は1度きり」Little Glee Monster（2018年）
- 「ハイライト」ベリーグッドマン（2018年）
- 「ファンファーレ」ベリーグッドマン（2018年）
- 「glitter」浜崎あゆみ（2018年）
- 「だから、ひとりじゃない」Little Glee Monster（2018年 - 2019年）
- 「777～We can sing a song!～」AAA（2016年 - 2019年）

### CM・広告
- 別大興産
- 三菱電機 「三菱 録画テレビ × ホークス」（※九州地方限定CM）[107]

### 代表歴
- 2015 WBSCプレミア12 日本代表